# 雅典草地網球俱樂部
雅典草地網球俱樂部（希臘語：Όμιλος Αντισφαίρισης Αθηνών）是位於希臘雅典的一個綜合性運動俱樂部，設有橋牌、體操、壁球、男子、女子和青少年網球部門。該俱樂部曾舉辦1896年夏季奧林匹克運動會網球比賽以及1906年屆間運動會網球比賽。
在近代，該俱樂部曾舉辦雅典男子公開賽（1986年至1994年）和雅典女子獎盃賽（1986年至1990年）等職業賽事。

## 外部鏈接
- Official website （页面存档备份，存于） （英語和希臘語）